# 梅爾羅斯 (伊利諾伊州)
梅爾羅斯（英語：Melrose）是位於美國伊利諾伊州克拉克縣的一個非建制地區。該地的面積和人口皆未知。

## 地理
梅爾羅斯的座標為39°13′24″N 87°45′51″W / 39.22333°N 87.76417°W，而該地的平均海拔高度為182米（即597英尺）。